# Polska Partia Socjalistyczna – Wolność, Równość, Niepodległość

Znak używany przez WRN

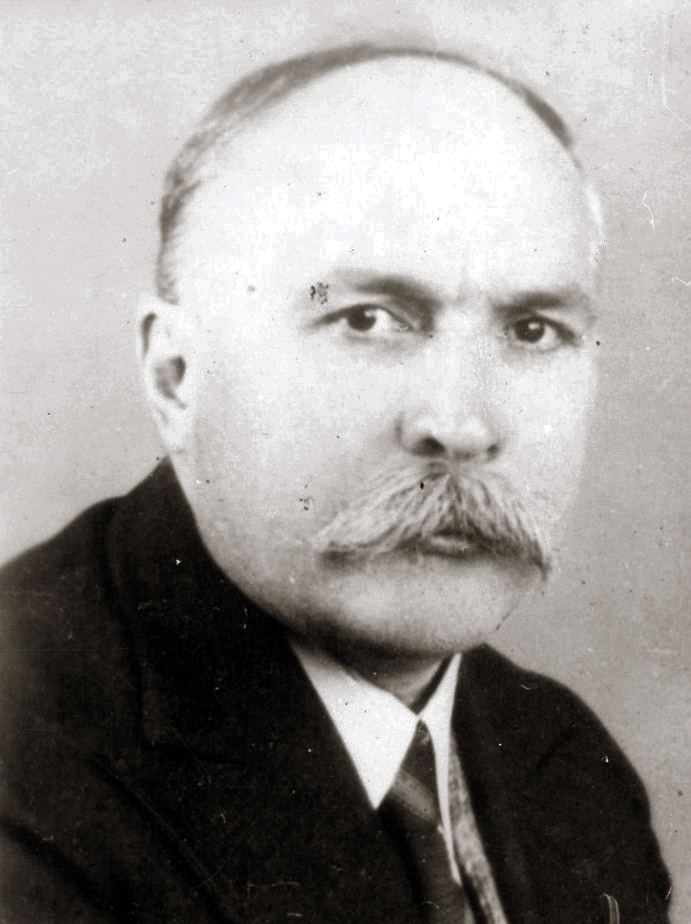
Kazimierz Pużak (1935)

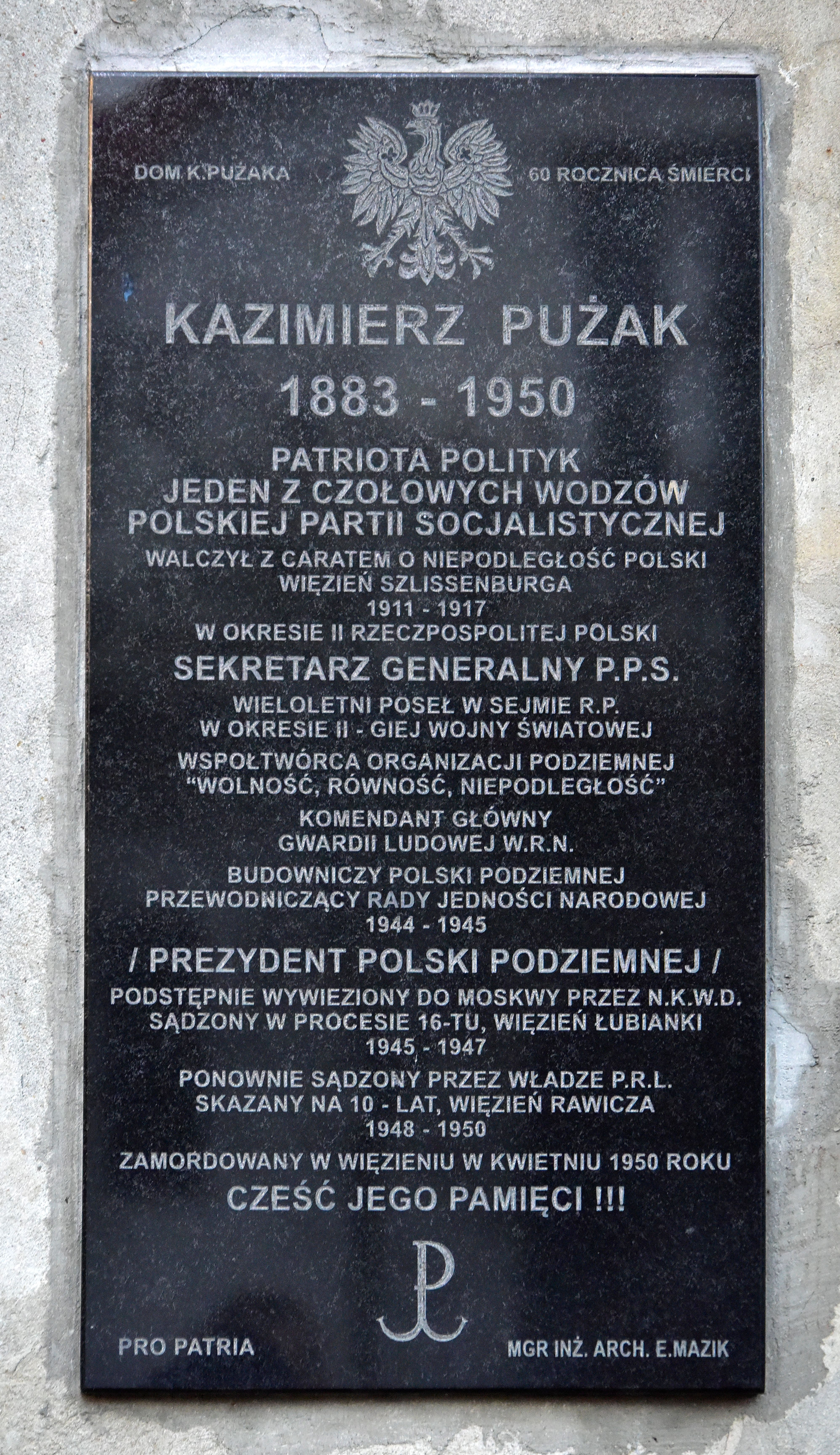
Tablica upamiętniająca Kazimierza Pużaka przy ul. Byczyńskiej 1 w Warszawie

Polska Partia Socjalistyczna – Wolność, Równość, Niepodległość (PPS-WRN) – konspiracyjna forma działania PPS od października 1939 do maja 1944 pod nazwą Ruch Mas Pracujących Miast i Wsi lub Ruch Mas Pracujących Polski – Wolność Równość Niepodległość, od maja 1944 ponownie pod nazwą Polska Partia Socjalistyczna.

## Historia
Po kapitulacji Warszawy 27 września 1939 warszawski okręgowy komitet robotniczy PPS ogłosił fikcyjną uchwałę o zaprzestaniu działania PPS w Warszawie. W odezwie-apelu do ludności Warszawy wezwano do rozwagi, zachowania spokoju i opanowania odruchów rozpaczy i zemsty. W odezwie zamieszczono dodatkowo komunikat o treści:

Zawiadamiamy wszystkich członków i sympatyków, że z rozkazu gen. Rómmla zostały rozwiązane wszelkie organizacje polityczne i pokrewne stowarzyszenia, wobec czego działalność organizacji P.P.S. w Warszawie oraz Robotniczego Komitetu Pomocy Społecznej zostaje z dniem dzisiejszym zawieszona.

Decyzja ta została przyjęta do wiadomości 2 października 1939, przez obecnych w Warszawie członków Centralnego Komitetu Wykonawczego (Kazimierz Pużak, Zygmunt Zaremba, Mieczysław Niedziałkowski). Uchwała ta miała stworzyć sugestię o zaprzestaniu działalności aby ograniczyć spodziewane represje niemieckie. Jak wspominał Zygmunt Zaremba: 

Legenda o zaniechaniu działalności miała być podtrzymywana zarówno wobec Gestapo, jak i osób, które z tych czy innych powodów nie budziły całkowitego zaufania.

 Jednocześnie upoważniono obecnego Tadeusza Szturm de Sztrema, do utrzymywania kontaktów z organizacją wojskową (SZP).
16 października podjęto decyzję o kontynuowaniu działań w zakonspirowanej, kadrowej formie. Początkowo organizacja skupiała od 100 do 200 dobranych ludzi. Odtworzono wówczas kierownictwo dawnego Prezydium CKW, jako „Centralne kierownictwo” w składzie: Tomasz Arciszewski, Kazimierz Pużak, Zygmunt Zaremba dokooptowując z organizacji warszawskiej Bolesława Dratwę (skarbnik) i Józefa Dzięgielewskiego.
Na konferencji 19–21 listopada 1939 w Helenowie pod Warszawą na spotkaniu działaczy z wszystkich okręgów, powołano struktury konspiracyjne. Organizacja ta na początku 1940 roku – na wniosek Pużaka – przyjęła kryptonim Wolność-Równość-Niepodległość. PPS-WRN była kontynuatorką działalności przedwojennego Centralnego Komitetu Wykonawczego PPS. Na konferencji przyjęto deklarację programową „Trzecia Republika”, odczytano również list Camille Huysmansa sekretarza Socjalistycznej Międzynarodówki Robotniczej, który zalecał nastawienie się na co najmniej czteroletnią wojnę.
Poza kręgiem PPS-WRN znaleźli się nie tylko przedstawiciele lewicy socjalistycznej – Barlicki, Dubois, Próchnik, lecz także wybitni działacze PPS o mniej radykalnych poglądach oraz członkowie przedwojennego CKW: Zygmunt Żuławski, Antoni Zdanowski, Kazimierz Czapiński, Dorota Kłuszyńska, Adam Kuryłowicz, Antoni Szczerkowski. Przywódcy WRN – Pużak, Arciszewski, Zaręba, Dzięgielewski, Dratwa – usiłowali tą drogą wyeliminować z partii niewygodnych im z różnych względów działaczy PPS, którzy jak np. Barlicki odnosili się krytycznie do realizowanej przez CKW linii politycznej. Potwierdzają to w depeszy do Londynu z 20 grudnia 1941 r. podkreślając z naciskiem, że po rozwiązaniu PPS wyłączyli z utworzonej przez siebie partii tych działaczy, którzy „przed wojną stanowili tzw. jednolitofrontowców, a w czasie wojny uprawiali „propagandę proradziecką”. Odmienne niż Pużak i Zaremba poglądy w wielu kwestiach – jak to wykazały ówczesne i późniejsze fakty – reprezentowali Marian Nowicki, Teofil Wojeński i inni działacze wchodzący z ramienia PPS do różnych komórek Delegatury. Zajmowali oni wyraźnie antysanacyjną postawę. Warto też zaznaczyć, że ta część działaczy PPS (Antoni Zdanowski, Dorota Kłuszyńska i inni), która w końcowym okresie okupacji weszła w skład władz PPS-WRN bądź nawiązała z nimi bliższą współpracę (Marian Nowicki, Zygmunt Żuławski, Wincenty Markowski), w wielu kwestiach reprezentowała poglądy odmienne od stanowiska Pużaka czy Arciszewskiego, m.in. zdecydowanie przeciwstawiała się wiązaniu WRN z kołami sanacyjno-wojskowymi.
Za zgodą Pużaka do WRN weszli działacze PPS dawnej Frakcji Rewolucyjnej (Adam Szczypiorski, Tadeusz Szpotański, Wacław Preiss i inni), rozwiązanej po klęsce wrześniowej, a także wielu ludzi powiązanych z obozem piłsudczykowskim.
Organizacja pomyślana była jako kadrowa. Oparta była na strukturach konspiracyjnych „piątek” odizolowanych od siebie. Piątki, łącząc się po pięć, tworzyły pięcioosobowy komitet, tworząc reprezentację dzielnicy czy okręgu. Wyznaczony mąż zaufania centralnego kierownictwa łączył te komitety pomiędzy nimi a centralą.
W każdym komitecie obok przewodniczącego zastępcami byli: dowódca Gwardii Ludowej WRN i dowódca Milicji Robotniczej PPS-WRN. Na czele organizacji stało Centralne Kierownictwo Ruchu (CKR). Na każdym szczeblu funkcjonowały również grupy „dublerów” których zadaniem było zastępowanie aresztowanych. W maju 1940 organizacja liczyła ok. 2,5 tys. „piątek” (czyli do 12 tys. osób).
Na terenie okupacji sowieckiej, nastąpiły liczne aresztowania działaczy OKR Lwów, Białystok, Wilno, Baranowicze m.in. w 1939 i 1940 NKWD aresztowało kierownictwo dotychczasowego OKR Lwów Bronisława Skalaka, Longina Chmielewskiego (zg. w więzieniu w marcu 1940), Artura Hausnera (zg. w więzieniu 17 września 1941), Franciszka Hoffmana (członek Centralnego Sądu partyjnego, zg. w 1940 ww więzieniu), Antoniego Wróbla. działały we Lwowie organizowany z innym formacjami „Rewolucyjny Związek Niepodległości i Wolności” (rozbity przez NKWD), oraz Organizacja Socjalistyczno-Niepodległościowa „Wolność”, która od października 1939 r. do października 1941 r. działa samodzielnie, następnie w większości przystąpiła się WRN (grupą zjednoczeniową kierowali: Józef Stopnicki i Zbigniew Mitzner).
W maju 1940 odbyła się pierwsza konferencja WRN, która zaakceptowała skład kierownictwa oraz przyjęła oficjalną nazwę „Ruch Mas Pracujących”, zaś w grudniu 1940 druga konferencja z udziałem przedstawicieli siedemnastu okręgów. Na konferencji tej postanowiono przystąpić do działań masowych, w tym celu powołano Wydział administracyjno-mobilizacyjny.
We wrześniu 1941 odbyła się kolejna – trzecia – konferencja z udziałem 83 delegatów. Na konferencji tej zakomunikowano o wykluczeniu w marcu 1941 z partii grupy łódzkiej Henryka Wachowicza, za odmowę budowy jednolitej organizacji w Łodzi. Zdaniem Pużaka, „przyczyną rozdźwięku była różnica ideologiczna” wynikająca z dywersji komunistycznej.
Wachowicz proponował na tej konferencji aby nie traktować Związku Radzieckiego jako wroga, powołać rząd w kraju, a emigracja – jego zdaniem – winna być jedynie zewnętrzną reprezentacją krajowego rządu, nie dopuścić do rozbicia ruchu socjalistycznego w Polsce. Wachowicz krytykował zwłaszcza wrogi stosunek do komunistów i Związku Radzieckiego. Zaprotestował także przeciwko stawianiu na jednej płaszczyźnie Związku Radzieckiego i Niemiec hitlerowskich. Nie zgodził się również z decyzją zawieszenia działalności PPS oraz pominięciem w centralnym kierownictwie konspiracyjnym ruchu socjalistycznego działaczy lewicy. Poglądy Wachowicza podzielał reprezentant organizacji krakowskiej (prawdopodobnie Józef Cyrankiewicz – „Rot”).
W tym czasie, terenie okupacji niemieckiej funkcjonowało szereg drobnych grup skupionych wokół działaczy dawnego PPS – grupa „Barykada Wolności” (założona przez Stanisława Dubois), grupa skupiona wokół Norberta Barlickiego i Adama Kuryłowicza, żoliborska Adama Próchnika, organizacja „Gwardia” współdziałająca z Organizacją „Wolność”, pozostawione poza PPS-WRN. Po licznych aresztowaniach w 1940 i początku 1941 (Barlicki, Kuryłowicz, Dubois), organizacje te wraz z grupą łódzką Henryka Wachowicza, stworzyły we wrześniu 1941 organizację Polscy Socjaliści, która następnie przejściowo zastąpiła PPS-WRN w Politycznym Komitecie Porozumiewawczym. Organizacji patronował Zygmunt Żuławski, który był jednak promotorem jedności działania.
Śmierć przewodniczącego Polskich Socjalistów Adama Próchnika w przededniu połączenia organizacji, spowodował ideowy kryzys w organizacji Polscy Socjaliści na tle jedności PPS. Liczne aresztowania, w tym postawa aresztowanego przewodniczącego PS Henryka Wachowicza, spowodowała rozłam. W lipcu 1943 część organizacji jako „Grupa zjednoczeniowa członków byłych organizacji Polskich Socjalistów” wraz z Socjalistyczną Organizacją Bojową oraz grupą młodzieży „Płomienie” przyłączyła się do PPS-WRN (pozostali utworzyli w kwietniu 1943 w Robotniczą Partię Polskich Socjalistów). Według danych Andrzeja Czystowskiego, do WRN weszło 272 członków SOB i 165 członków Polskich socjalistów.
5 czerwca 1943 partia odbyła konferencję, na której powołano Radę Ruchu Mas Pracujących Polski (według innych źródeł Radę Naczelną). Dokooptowano również do władz (Centralnego Kierownictwa Ruchu) członków CKW: Aleksego Bienia, Dorotę Kłuszyńską, Antoniego Szczerkowskiego oraz dodatkowo Antoniego Zdanowskiego.

2 maja 1944 WRN powróciła do nazwy: „Polska Partia Socjalistyczna”. Decyzja ta zapadła podobno na konferencji w czerwcu 1943 r. została jednak ogłoszona w czerwcu rok później. W wydanym oświadczeniu stwierdzono m.in.: 

Dla jak największego rozszerzenia naszej podstawy istnienia i działania w oparciu o nowo zgłaszające się do nas grupy społeczności pracującej w mieście i na wsi, które należało osłonić przed dekonspiracją wobec wroga, uznaliśmy za konieczne przejściowo nazwą WRN określić nasz ruch podziemny. W ciągu minionego okresu – pomimo straszliwych doświadczeń i strat niepowetowanych – nasz cel osiągnęliśmy, jednocząc w naszych szeregach najwartościowsze i najofiarniejsze grupy pracujące. Dziś gdy nadchodzące wydarzenia wymagają decyzyj i wskazań zasługujących na posłuch i wiarę mas w sztandar, pod którym mają stoczyć ostatni bój o losy Polski i polskiego socjalizmu, postanowiliśmy rozwinąć nad naszym ruchem - jak ongi w przeszło pół wieku - opromieniony sławą bohaterstwa i ofiary sztandar PPS, ku pokrzepieniu serc i hartu woli tych wszystkich, którzy chcą wytrwać w podjętych przez nas walce, aż do pełnego zwycięstwa Wielkiej Sprawy Niepodległości i Socjalizmu.

Według Teofila Głowackiego z RPPS pomiędzy oboma odłamami socjalistycznymi istniała cicha umowa o niekorzystaniu przez żadną z partii w czasie okupacji nazwy Polska Partia Socjalistyczna. – zarówno z powodów konspiracyjnych, jak i z powodu rozwiązania PPS w 1939 r., a także z powodów uczciwości w konkurencji. Lewy odłam socjalistów stosował się do tego zawsze stosując kolejno nazwy PS i RPPS. WRN wyłamał się z tego i to skłoniło RPPS do przyjęcia nazwy PPS-Lewica.
PPS WRN reprezentowana była na uchodźstwie przez Komitet Zagraniczny PPS, który w sprawach krajowych podlegał Centralnemu Kierownictwu Ruchu PPS-WRN, w kraju, posiadając swobodę w sprawach emigracyjnych. W sprawach rządu stanowisko było udzielane wspólnie. Adam Ciołkosz miał specjalny mandat do reprezentowania krajowej PPS.
W momencie przejścia frontu wschodniego przez Polskę w latach 1944–1945 PPS-WRN liczyła około 4 tysiące, a według innych źródeł 13 tysięcy członków.
15 marca 1945 r. w Krakowie odbyło się spotkanie członków RN PPS wybranych XXIV Kongresie w 1937 r., zorganizowane przez kierownictwo PPS-WRN. Spotkanie ujawniło istotne różnice poglądów na Rząd Tymczasowy RP i odrodzoną PPS. Uchwalono przystąpienie do codziennej działalności, powierzając CKW ustalenie szczegółów działań organizacyjnych. Ponadto przyjęto deklarację rzeczywistej przebudowy społecznej opartej na samorządzie gminnym i robotniczym. Uznano, że zapowiedziany uchwałami krymskimi Tymczasowy Rząd Jedności Narodowej „musi się oprzeć na współudziale przedstawicieli wszystkich demokratycznych ugrupowań polskich, a w pierwszym rzędzie tych, które w ciągu z góra pięciu lat walki z okupacją stanowiły trzon Polski Podziemnej i rządu Rzeczypospolitej”.
Od początku istnienia nowej władzy zapanowała jawna wrogość pomiędzy „lubelską” PPS a konspiracyjną PPS-WRN. Na posiedzeniu Rady Naczelnej w dniu 15 marca podjęto uchwałę potępiającą oszczerstwa rzucane przez osoby i prasę oficjalną na członków kierownictwa PPS, a w szczególności Pużaka i Zarembę. 27 marca 1945 Kazimierz Pużak został aresztowany przez NKWD wraz z piętnastoma innymi przywódcami Polskiego Państwa Podziemnego, wywieziony do Moskwy i tam sądzony w czerwcu 1945 w pokazowym procesie szesnastu, odbywającym się równolegle do konferencji mającej na celu ukonstytuowanie Tymczasowego Rządu Jedności Narodowej w wykonaniu postanowień konferencji jałtańskiej co do uznawanej powszechnie na arenie międzynarodowej reprezentacji państwa polskiego. W konferencji uczestniczył m.in. Stanisław Mikołajczyk i Zygmunt Żuławski.
23 czerwca 1945 Zygmunt Zaremba jako pełnomocnik CKW PPS wydał okólnik „Do wszystkich członków PPS” wzywając do wyczekiwania stanowiska legalnych władz PPS i nie podejmowania żadnych kroków na własną rękę (co faktycznie oznaczało niewstępowanie do „lubelskiej” PPS).
Na posiedzeniu Rady Naczelnej PPS w dniu 5 lipca 1945, w której wzięło udział 24 członków rady wybranych na XXIV Kongresie, i które odbyło się po cofnięciu uznania międzynarodowego przez Wielką Brytanię i USA Rządowi RP na uchodźstwie i uznaniu przez zachodnich sojuszników RP wyników konferencji moskiewskiej w sprawie tworzenia TRJN w Polsce podjęto uchwałę uznającą Tymczasowy Rząd Jedności Narodowej oraz uchwalono wysłanie delegacji do „Rządu w celu poinformowania go o stanowisku PPS i wyjaśnienia formalnej strony rozpoczęcia działalności organizacyjnej”.
Po nieudanej próbie łączenia struktur z „lubelską” PPS, część działaczy na czele z Zygmuntem Żuławskim próbowała utworzyć Polską Partię Socjalno-Demokratyczną. Wobec odmowy ze strony PPR zgody na rejestrację partii, niektórzy działacze wstąpili do „lubelskiej” (tzw. koncesjonowanej) PPS.
Niektórzy działacze PPS potajemnie wyemigrowali (m.in. Zygmunt Zaremba), podejmując działalność w PPS na emigracji. Część pozostałych w kraju działaczy podjęła działalność w ramach Krajowego Ośrodka WRN (przewodniczący Kazimierz Pużak, sekretarz – Tadeusz Szturm de Sztrem, organizacja – Józef Dzięgielewski, skarbnik Feliks Misiorowski, Aleksy Bień ośrodek śląsko-dąbrowski). Ośrodek miał na celu utrzymanie więzi ideowej członków PPS. W spotkaniach uczestniczyli również Władysław Wilczyński, Ludwik Cohn i Stefan Zbrożyna. W sierpniu 1946 wycofał się Aleksy Bień. Powstały również grupy w Krakowie, Częstochowie (Wiktor Krawczyk). Po pierwszych aresztowaniach w listopadzie 1946 na wniosek Kazimierza Pużaka zaprzestano dalszych kontaktów.
W maju i czerwcu 1947 funkcjonariusze Urzędu Bezpieczeństwa dokonali aresztowań w środowiskach byłej PPS-WRN. Część z nich stanęła przed sądem na pokazowym procesie w listopadzie 1948 skazano w nim: Kazimierza Pużaka (5 lat więzienia), Tadeusza Szturm de Sztrema (5 lat więzienia), Józefa Dzięgielewskiego (4,5 roku więzienia), Wiktora Krawczyka (4,5 roku więzienia), Ludwika Cohna (5 lat kara darowana na podstawie amnestii), Feliksa Misiorowskiego (5 lat kara darowana na podstawie amnestii). W 1946 r. na 6 lat więzienia skazano Antoniego Wąsika. W innym procesie na 6 lat więzienia został skazany Stefan Zbrożyna. W procesie Komitetu Porozumiewawczego Organizacji Polski Podziemnej, na 15 lat więzienia skazany został Adam Obarski. W wyniku tortur zmarł tuż po opuszczeniu więzienia Antoni Zdanowski w grudniu 1948 r. Żona Antoniego Pajdaka – Janina aresztowania 3 listopada 1947, według oficjalnej wersji 24 listopada popełniła samobójstwo wyskakując z więziennego okna. Ponadto skazano m.in. Józefa Bielickiego ps. „Bronek”, Edmunda Błaszczyka, Wiesławę Pajdakównę, Kazimierza Rysiewicza ps. „Kajetan”, Stanisława Sobolewskiego ps. „Krystian”, Władysława Wilczyńskiego ps. „Gnat”, Mariana Bombę z Krakowa, Jadwigę Staweno, Aleksandrę Misiorowską.

## PPS-WRN w ramachPolskiego Państwa Podziemnego

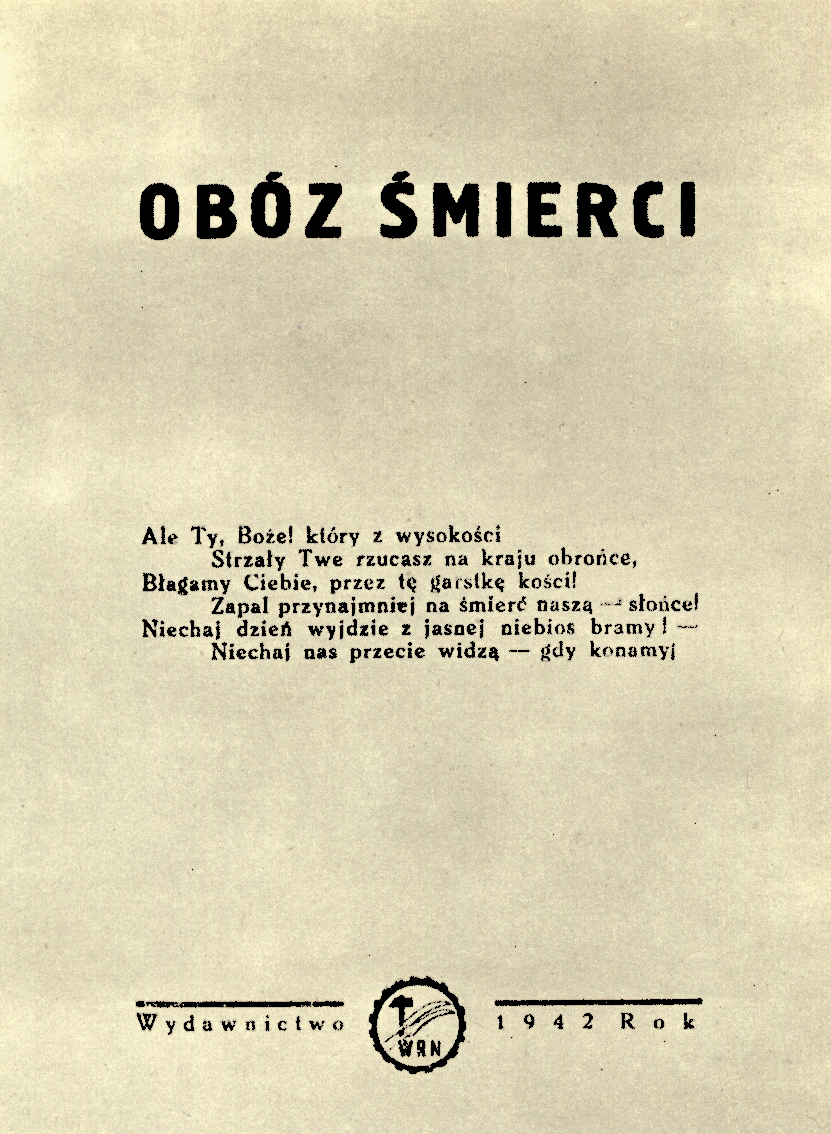
Konspiracyjnie wydana przez PPS WRN w 1942 roku książka „Obóz śmierci” Natalii Zarembiny – reportaż o obozie koncentracyjnym Auschwitz.

Już po kapitulacji Warszawy we wrześniu 1939 Mieczysław Niedziałkowski i Zygmunt Zaremba uczestniczyli w spotkaniu z gen. Tokarzewskim-Karaszewiczem na temat tworzenia przy Służbie Zwycięstwu Polski Głównej Rady Politycznej W powołanym w lutym 1940 Politycznym Komitecie Porozumiewawczym w miejsce aresztowanego Niedziałkowskiego, zajął Kazimierz Pużak ps. „Bazyli” (kierujący jednocześnie pracami PKP), zaś partia otrzymała kryptonim „Koło”. PPS-WRN od początku przystąpiło do współpracy wojskowej ze Związkiem Walki Zbrojnej, i jako jedyne spośród stronnictw politycznych doprowadziło do pełnego scalenia swych oddziałów wojskowych ze strukturami Armii Krajowej. W sprawach politycznych partia natomiast zarzucała rządowi RP na uchodźstwie, narzucanie strukturom krajowym, organizacji działań, traktowania rady jako ciała doradczego bez jakichkolwiek uprawnień oraz brak zaufania do narzuconego Delegata Rządu na Kraj Cyryla Ratajskiego jako działacza prawicowego. Początkowo PPS-WRN ściśle współpracowało ze Stronnictwem Ludowym, jednak SL wycofało się ze współpracy wskutek nacisków wicepremiera Stanisława Kota zwalczającego sanacyjne – jego zdaniem – wpływy w Związku Walki Zbrojnej (co objęło wspierającą go PPS-WRN). Dodatkowym elementem był fakt zajęcia w sierpniu 1941, przez PPS-WRN częściowo negatywnego stanowisko odnośnie do podpisanego gen. Sikorskiego „układu” Sikorski-Majski w zakresie jednoznacznej gwarancji trwałości granic.
10 września 1941 PPS-WRN opuściła skład Politycznego Komitetu Porozumiewawczego wskazując jako przyczyny:
- brak przekonania rządu o określeniu roli Delegata Rządu, do funkcji łącznika pomiędzy krajową reprezentacja polityczną a rządem;
- mianowanie na stanowiska Delegata Rządu osoby związanego ze stronnictwami prawicy; oraz rozbudowa aparatu biurokratycznego Delegatury, obsadzanego osobami ze starej kasty urzędniczej;
- zepchnięcie PKP do roli przybudówki Delegata i utraty samodzielnego charakteru bez jakichkolwiek uprawnień.

Ponadto jako najważniejszy warunek dalszej współpracy wskazano: 

„przyjęcie chociażby minimalnej, ale wyraźnej platformy ideowo-politycznej, określającej następującą, zasadniczą podstawę wspólnej pracy: republikańskiej ustrój przyszłej Polski, oparty na zasadach wolności, demokracji oraz postępu społecznego w myśl ideałów zorganizowanego ruchu robotników, chłopów i pracowników umysłowych. Taka tylko platforma może stanowić podstawę, na której ukształtuje się atmosfera wzajemnego zaufania i szczerości stosunków. Platformę taką powinien ustalić bądź Rząd centralny, bądź zbliżone do siebie ideologicznie stronnictwa mas pracujących”.

 W miejsce opuszczone w Politycznym Komitecie Porozumiewawczym, na wniosek Delegata Rządu oraz SL zajął przedstawiciel grupy Polscy Socjaliści Adam Próchnik. Spowodowało to spory z przedstawicielami wojska. gen. Stefan Rowecki „Grot” komendant główny ZWZ odmówił uczestnictwa w PKP uznając Polskich Socjalistów za grupę „komunizującą” i odmawiającą współpracy wojskowej.
Z uwagi na przyjęcie Deklaracji programowej Rządu 24 lutego 1942 określającej program demokratycznych reform, uregulowanie zasad współpracy z krajem ustały w większości przyczyny powrotu PPS-WRN do struktur politycznych państwa podziemnego. We wrześniu 1942 Komitet ds. Krajowych Rządu RP nakazał wprowadzić do PKP przedstawiciela PPS-WRN. Uchwała ta nie została jednak wykonana, wskutek oporów Delegata Rządu Jana Piekałkiewicza.
W marcu 1943, ponownie do Delegata Rządu w tej sprawie zwrócił się minister do spraw krajowych Stanisław Mikołajczyk. Sprawa zbiegła się z rozłamem w organizacji Polscy Socjaliści. Przedstawiciel PS Wincenty Markowski przeszedł z większością organizacji do PPS-WRN i ustąpił miejsca w PKP Kazimierzowi Pużakowi.
Od 15 sierpnia 1943 Kazimierz Pużak reprezentował PPS w Krajowej Reprezentacji Politycznej, która wypracowała wspólną deklaracje porozumienia politycznego, w którym przeważały koncepcje programowe socjalistów i ludowców.
Po powołaniu w styczniu 1944, Rady Jedności Narodowej, w jej skład z ramienia PPS-WRN weszli: Tomasz Arciszewski (po jego wyjeździe za granicę Wacław Tułodziecki, Zygmunt Zaremba i Kazimierz Pużak. Pużak został jednogłośnie wybrany przewodniczącym Rady. Z inicjatywy PPS, Rada przyjęła 15 marca 1944, deklaracje programową „O co walczy naród polski?”.
Przedstawiciele PPS-WRN uczestniczyli do końca w pracach Polskiego państwa podziemnego. Zygmunt Zaremba jako członek Komisji Głównej Rady Jedności Narodowej, był współtwórcą dokumentu „Testament Polski Walczącej” przyjętego 1 lipca 1945.

## Program PPS-WRN
Najważniejszym dokumentem programowym PPS-WRN był „Program Polski Ludowej” przygotowany w sierpniu 1941, przez Zygmunta Zarembę i Stanisława Miłkowskiego ze Stronnictwa Ludowego. Pomyślany jako wspólna platforma socjalistów i ludowców, została ogłoszona (po wycofaniu się ludowców) samodzielnie przez PPS-WRN. Program określał przyszły ustrój społeczno-gospodarczy Polski po wojnie.
W Programie zapowiedziano, iż „Pierwszy Rząd Niepodległej Rzeczypospolitej mający za sobą zdecydowaną wolę mas ludowych, wyda natychmiast po swoim powstaniu dekrety, ustalające zasadnicze zręby tak politycznej jak społeczno-gospodarczej struktury nowej rzeczypospolitej”. Do podstawowych dekretów dziedzin przewidzianych dekretami uznano:
- reformę rolną poprzez wywłaszczenie i stworzenie zapasu ziemi do parcelacji;
- wywłaszczenie i przekazanie państwu, samorządowi i spółdzielczości dojrzałych do uspołecznienia przedsiębiorstw przemysłowych; tworząc uspołecznione kierownictwo;
- reformę systemu podatkowego zmierzającego do sprawiedliwego rozłożenia ciężarów podatkowych w społeczeństwie;
- unieważnienie wszystkich aktów wydanych przez okupantów w zakresie mienia i dobrobytu obywateli;
- odpowiedzialność karną obywateli Rzeczypospolitej, którzy zdradzili Polskę lub wysługiwali się okupantom;
- utworzenie specjalnego Trybunału, przed którym staną dygnitarze wojskowi i cywilni sanacji odpowiedzialni za szkody wyrządzone państwu i obywatelom.

Zapowiedziano również, iż rząd ten ogłosi demokratyczne wybory do Sejmu i Senatu oraz opracuje plan przebudowy Rzeczypospolitej opierający się na następujących tezach:
A) w zakresie politycznym:
- zapewnienie ustroju demokratyczno-republikańskiego; przywrócenie demokratycznego parlamentu oraz wprowadzenie prawa plebiscytu i inicjatywy ludowej;
- zbudowanie szeroko rozbudowanego samorządu terytorialnego, gospodarczego, społecznego;
- swobodę wyrażania opinii; swobodę organizowania życia ideowego, społecznego i kulturalnego na płaszczyźnie demokracji i niepodległości;
- równe warunki startu życiowego poprzez rzeczywiście powszechne, bezpłatne nauczanie, zapewniające minimum wykształcenia i dostępu do kultury;
- równe prawa bez względu na różnice wyznania i narodowości dla lojalnych obywateli.

Przewidziano, że ludność niemiecka osadzona na ziemiach polskich w celach germanizacyjnych zostanie przesiedlona do Niemiec. Pozostać będą mogli tylko ci, którzy udowodnią lojalność dla państwa polskiego.
B) w zakresie społeczno-gospodarczym
- podstawową formą uspołecznienia będzie przejęcie poszczególnych funkcji życia społecznego poprzez zorganizowane społeczeństwo (spółdzielczość, samorząd);
- upaństwowienie będzie zastosowane przede wszystkim do działów związanych z obronnością oraz mających charakter kluczowy dla gospodarki (kolej, poczta, komunikacja, przemysł wojenny, surowcowy, hutniczy); drobne przedsiębiorstwa będą objęte kontrolą ze strony związków samorządowych;
- wielkie obszary ziemskiej zostaną wywłaszczone bez odszkodowania; podstawą ustroju rolnego będą rodzinne gospodarstwa; infrastruktura będzie budowana w oparciu o spółdzielczość;
- aparat bankowo-kredytowy przejdzie w całości w ręce organizacji społecznych i państwa;
- rozbudowana zostanie sieć instytucji ubezpieczeń społecznych.

Zapowiedziano, że rozwój życia gospodarczego oparty zostanie na zasadach gospodarki planowej. Organizacja życia gospodarczego, zaś na zasadach „samorządu reprezentującego poszczególne gałęzie życia gospodarczego, a skupiające w swoich szeregach wszystkie zainteresowane elementy społeczne, a więc robotników, pracowników umysłowych oraz właścicieli zakładów przemysłowych”. Powstać miały wojewódzkie izby przemysłowe i izby rolnicze. Nadbudową zaś miała być Naczelna Izba Gospodarcza.
Program był rozwijany w trzech zeszytach Materiałów do Programu Polski Ludowej, jako komentarz do programu. Materiały opracowywał zespół z udziałem: Józefa Stopnickiego, Tadeusza Szturm de Sztrema i Zygmunta Zaremby. Rozwinięciem była również praca Zygmunta Zaremby wydana pod ps. „Wit Smrek” – Demokracja społeczna. Próba wizji ustroju przejściowego.

## Organizacja PPS-WRN

### Centralne Kierownictwo Ruchu Mas Pracujących Polski (PPS-WRN) od 2 maja 1944 Centralny Komitet Wykonawczy PPS
- Przewodniczący – Tomasz Arciszewski ps. „Stanisław”, „Szymon”, od lipca 1944 Zygmunt Zaremba ps. „Marcin”;
- Wiceprzewodniczący – Zygmunt Zaremba, ps. „Marcin” (odpowiadał za prasę);
- Sekretarz generalny – Kazimierz Pużak ps. „Grzegorz”, „Bazyli”, od marca 1945 Tadeusz Szturm de Sztrem ps. „Nikodem”.
- Skarbnik – Bolesław Dratwa ps. „Szczęsny”, „Szymon”. od 1944 Feliks Misiorowski ps. „Fel”; od marca 1945 Aleksy Bień ps. „Mirek”.
- Wojsko – Józef Dzięgielewski ps. „Kurek”.
- W skład CKR wchodzili także: Józef Cyrankiewicz (Kraków), którego po aresztowaniu zastąpił Stefan Rzeźnik, zaś od 1943 Aleksy Bień (Lublin), Antoni Zdanowski, Antoni Szczerkowski, Dorota Kłuszyńska.

### Okręg warszawski
Warszawskim OKR od początku kierował Bolesław Dratwa, zaś w skład komitetu wchodzili ponadto Józef Dzięgielewski i Józef Misiorowski. OKR podzielony był na sześć okręgów: Mokotów, Ochota, Wola, Żoliborz, Praga i Śródmieście.

### Okręg Warszawa-Podmiejska
Okręgiem kierował Antoni Purtal, zarazem dowódca tutejszej Gwardii Ludowej WRN. Po jego aresztowaniu 3 czerwca 1942 r. kierownictwo Okręgiem przejął Adam Obarski, a dowództwo Gwardii Ludowej WRN Czesław Karśnicki „Zygmunt”.

### Okręg krakowski
Krakowscy działacze nie uznawali rozwiązania PPS przez grupę działaczy Centralnego Komitetu Wykonawczego i trzymali się starej nazwy partii, jak również pozostawali w żywych kontaktach z różnymi środowiskami socjalistycznymi w Warszawie. Takie stanowisko bowiem – jak podaje w swojej pracy doktorskiej Ryszard Dąbrowski – zajął prezes Rady Naczelnej i honorowy przewodniczący krakowskiego Okręgowego Komitetu Robotniczego Zygmunt Żuławski, który uważał iż działacze CKW rozwiązali bezprawnie partię i przejęli w swoje ręce kierownictwo podziemnego ruchu PPS. Ponieważ dokonali tego na własną rękę, bez porozumienia się z nim jako prezesem Rady Naczelnej, nie uznaje on dokonanych aktów i nie uważa nowego „kierownictwa” za żadną władzę. Oświadczył dalej, że stał zawsze i będzie stać konsekwentnie na stanowisku pełnej demokracji i nie uzna, ani nie podporządkuje się żadnym samozwańczym władzom. Ponadto opowiedział się za utrzymaniem pełnej niezależności krakowskiej organizacji PPS i podjęciem współpracy z kierownictwem WRN jedynie w przypadku uznania autonomii organizacji krakowskiej przez warszawskie władze WRN. Wprawdzie stanowisko Żuławskiego w powyższej kwestii różniło się zasadniczo od poglądów Józefa Cyrankiewicza, który już w połowie października nawiązał kontakt z kierownictwem WRN, uzyskując nawet instrukcje i pełnomocnictwo na zorganizowanie – w oparciu o przedwojenne kadry – terenowych ogniw PPS w Krakowskiem, jednakże przeprowadzone przez niego w środowisku robotniczym sondaże wykazywały, że może tego dokonać jedynie przy poparciu Zygmunta Żuławskiego, cieszącego się dużym autorytetem wśród działaczy i szeregowych członków PPS na tym terenie. Stąd też wprowadzenie Zygmunta Żuławskiego do OKR miało zagwarantować powodzenie wysiłków werbunkowo-organizacyjnych w środowiskach socjalistycznych regionu krakowskiego. W listopadzie 1939 powołano konspiracyjny Okręgowy Komitet Robotniczy PPS w skład którego weszli: Zygmunt Żuławski (przewodniczący), Mieczysław Bobrowski (wiceprzewodniczący), Józef Cyrankiewicz (sekretarz), Stefan Rzeźnik (skarbnik), Zygmunt Bocian, Stefan Czerwieniec, Kazimierz Przybyś. Faktycznie okręgiem kierował sekretarz OKR Józef Cyrankiewicz. Zorganizowano ośrodki w: Krakowie, Wieliczce, Tarnowie, Krośnie, Suchej, Zakopanem, Myślenicach, Skawinie, Nowym Sączu, Chrzanowie, Jaworznie, Brzeszczach i Oświęcimiu. W kwietniu 1941 aresztowany został Cyrankiewicz. Od lipca 1941 w skład OKR wchodzili: Zygmunt Żuławski (przewodniczący), Mieczysław Bobrowski (wiceprzewodniczący), Adam Rysiewicz (sekretarz), Stefan Rzeźnik, Antoni Pajdak, Marian Bomba. Wprowadzenie Żuławskiego na stanowisko przewodniczącego krakowskiego Okręgowego Komitetu Robotniczego stawiało go w opozycji do kierownictwa WRN, którego program polityczny wiązał go z lewicą sanacyjną, co wyrażało się m.in. w zasilaniu organizującej się SZP, a następnie ZWZ członkami PPS, podczas gdy Żuławski skłaniał się raczej do współpracy z ludowcami związanymi z Frontem Morges oraz sojuszu z opozycyjnymi grupami Barlickiego, Próchnika i młodzieży PPS skupiającymi elementy lewicowe. Takie stanowisko Żuławskiego zaważyło na pewnej odrębności krakowskiego Okręgowego Komitetu Robotniczego od kierownictwa WRN a dodatkowym czynnikiem stawiającym OKR w Krakowie w pozycji uprzywilejowanej wobec tego kierownictwa była jego niezależność finansowa, wynikająca z faktu przesłania przez Władysława Sikorskiego na ręce Zygmunta Żuławskiego pieniędzy na cele konspiracji dla poszczególnych stronnictw. Sytuacja taka utrzymała się do 1943 r. Odtąd bowiem działalność krakowskiej organizacji finansowały władze WRN.

### Okręg śląski
W październiku 1939 utworzono wspólny komitet okręgowy dla OKR Górnego Śląska oraz Śląska Cieszyńskiego. Wbrew zaleceniom kierownictwa WRN organizacje w Zagłębiu i na Śląsku dla podkreślenia, że nie zgadzają się ze zmianami „na górze” zachowały nazwę PPS. Większość przywódców tych okręgów nie uznała decyzji o zawieszeniu działalności partii. Terenowi działacze krytykowali koncepcję „biernego oporu”, „stania z bronią u nogi” i podobnie jak w Krakowskiem organizowali różne formy walki. W jego skład Franciszek Ziółkiewicz (Katowice), Roman Motyka (Cieszyńskie), Jan Habryka (Mysłowice), Jan Kubowicz (Chorzów), Stefan Kramorz (młodzież). W 1940 r. dokooptowano Stanisława Kaczmarka (Siemianowice). Po uwięzieniu Franciszka Ziółkiewicza w 1941, podzielono kręg na dwa OKR określając wspólną „trójkę kierowniczą”: Stefan Kramorz „Lis”, Roman Motyka „Roman I”, Roman Stachoń „Roman II”. W skład OKR Górny Śląsk wchodzili: Stefan Kramorz, Roman Stachoń, Kubowicz, Kaczmarek, Suchoń, Gunta, Mleczko, Richter, Pawelec, Bluszcz, Palka. Okręg ten obejmował również Śląsk Opolski. OKR Śląska Cieszyńskiego tworzyli: Czechowicz, Roman Motyka, Wigłasz, Koruta, Hrabiec, Kubica (wszyscy Zaolzie), Mazur, Zawada, Smolik (wszyscy powiat cieszyński), Funiok, Lorek, Klimczok, Bartoszek, Wiesner (powiat bielski). Po aresztowaniach w 1943 Romana Stachonia oraz w lipcu 1944 Stefana Kramorza, dokonano reorganizacji i utworzono jeden Okręgowy Komitet Robotniczy w składzie: Franciszek Trąbalski „Kurt” (przewodniczący), Antoni Macura „Masny (zastępca przewodniczącego), Roman Motyka „Roman” (sekretarz), Emanuel Mleczko „Emmanuel”, August Richter „Sędzia”, Rufin Brzoza „Olsza” (Radzionków), Jan Suchoń „Pszczyński”, Brunon Linke (Bytom). Według innych danych również Stefan Wieczorek. Po objęciu przez Romana Motykę funkcji w Delegaturze Rządu funkcję sekretarza objął Bolesław Smelik (Kończyce Wielkie).

### Okręg Zagłębie Dąbrowskie
Dotychczasowy przewodniczący Aleksy Bień zagrożony aresztowaniem musiał na początku 1940 opuścić Zagłębie. Pierwszy OKR stworzyli: Roman Ufel (przewodniczący), Stefan Pol, Maria Pol, Lucjan Tajchman, Stefan Kura-Granicki. W drugiej połowie 1944 kierownictwo okręgu tworzyli: Lucjan Tajchman, Stefan Kura, Antoni Biedroń, Mieczysław Chawiński, Jan Staśko, Franciszek Torbus. W skład Okręgu Zagłębie wchodziły obwody: Sosnowiec, Będzin, Dąbrowa, Górnicza, Zawiercie i Olkusz.

### Okręg wileński
Początkowo struktury PPS zostały rozbite przez NKWD (aresztowano m.in. sekretarza OKR Bohdana Skarzyńskiego). W 1940 odtworzono kierownictwo wileńskiego OKR w składzie: Jerzy Dobrzański „Maciej” (przewodniczący), Jerzy Wroński, Lucjan Krawiec, Franciszek Stążowski. Od 1941 Czesław Rukszto.

### Okręg radomski krypt. „Montwiłł”
Utworzony w listopadzie 1939 radomski OKR funkcjonował w składzie: przewodniczący (kolejno): Zbigniew Nowicki (areszt. w 1940), Tadeusz Pietsch „Tadeusz” (od 1942 do Warszawy), Adolf Ruka (areszt. w 1942), Stanisław Płoszaj „Stach” (areszt. 1943, zg. 1 marca 1944), Edward Szulmajer „Ryś”. W skład komitetu wchodzili: Józef Chrzanowski „Mały”, Kazimierz Jaworski „Wąsik”, Leon Nowakowski „Leon”, Stefania Prokop „Ciotka”. Okręg radomski obejmował: Radom, Pionki, Skarżysko, Ostrowiec, Starachowice, Opoczno i Końskie.

### Okręg lwowski
W grudniu 1941 powołano komitet okręgowy w składzie: Michał Walichiewicz (przewodniczący, b. wiceprzewodniczący OK przewodniczący ZZK we Lwowie), Jan Drobot (wiceprzewodniczący, związek pracowników komunalnych), Stanisław Góral (wiceprzewodniczący, tramwajarz, związek pracowników komunalnych), Kulik (wiceprzewodniczący, przewodniczący zw. zaw. ceglarzy), Maria Fiderer (sekretarz, ZNMS), Przemysław Ogrodziński (ZNMS). Kilka miesięcy później w skład komitetu wszedł: Władysław Gryglewicz (sekretarz, przewodniczący zw. zawodowego chemików). Okręg obejmował organizacje w Borysławiu, Drohobyczu, Kałuszu, Przemyślu.

## Przedstawiciele w strukturachPolskiego Państwa Podziemnego
- Rada Jedności Narodowej: przewodniczący Kazimierz Pużak, członkowie: Zygmunt Zaremba, Tomasz Arciszewski (do lipca 1944), Wacław Tułodziecki (od sierpnia 1944);
- Krajowa Rada Ministrów: Antoni Pajdak;
- Delegatura Rządu na Kraj: Franciszek Białas – dyrektor Departamentu Pracy i Opieki Społecznej (sierpień 1944 – maj 1945), Bronisław Ziemięcki – dyrektor Departamentu Robót Publicznych i Odbudowy (listopad 1943 – 9 lutego 1944 areszt.);
- Okręgowe Delegatury Rządu: Stefan Zbrożyna – zastępca delegata ODR Warszawa-miasto, Adam Obarski – zastępca delegata ODR Warszawa-województwo, Aleksy Bień – zastępca delegata ODR Lubin (od lipca 1944 do wiosny 1945 delegat), Stefan Fiszer – delegat ODR Kielce (do marca 1944), Stefan Rzeźnik – zastępca delegata ODR Kraków (od lutego 1945 delegat), Adam Ostrowski – delegat ODR Lwów (od marca do lipca 1944), Roman Motyka – zastępca delegata ODR Śląsk, Władysław Uziembło – zastępca delegata ODR Łódź, Jerzy Dobrzański – zastępca delegata ODR Wilno (od sierpnia 1944 do czerwca 1945 delegat)[51].

## Prasa
Do głównych pism PPS-WRN (wydawanych w Warszawie) należały:
- od listopada 1939 „Informator”, kontynuacja od 1940 r. „Tydzień od.. do...”, „WRN” (1940 – wrzesień 1943), „Robotnik w Walce (wrzesień 1943 – czerwiec 1944), „Robotnik” (czerwiec 1944 – październik 1944); Od stycznia do lipca 1945 r. „AS. Biuletyn radiowy” – red. Zygmunt Zaremba, Stanisław Niemyski;
- „Wieś i Miasto” miesięcznik (październik 1940 – maj 1944) – red. Stanisław Niemyski, Józef Dzięgielewski, Marian Nowicki, Bronisław Wertheim, a po jego aresztowaniu Jan Rosner, Włodzimierz Miszewski, Kazimierz Domosławski;
- „Wolność” – miesięcznik (1942-1944) kontynuacja pisma Organizacji Socjalistyczno-Niepodległościowej „Wolność” – red. Zbigniew Mitzner, Wacław Wagner, Józef Stopnicki.

W Krakowie do najważniejszych pism należały:
- „Wolność” – organ krakowskiego OKR PPS. Ukazywał się od 1940 do 1945 (do sierpnia 1940 nosiła nazwę: Komunikat”); Od października 1941 sygnowany znakiem WRN, zaś od czerwca 1944 znakiem PPS. W składzie redakcji prawdopodobnie byli Józef Cyrankiewicz i Adam Rysiewicz.
- „Naprzód” – ukazywało się od 1939 do 1945 dwa – trzy razy w tygodniu. Redagowane było przez Józefa Cyrankiewicza i Adama Rysiewicz przy współpracy Stanisława Ulatowskiego oraz Heleny Ulatowskiej.
- „Komunikat Informacyjny OK RMP” (Okręgowego Komitetu Ruchu Mas Pracujących) wydawany w latach 1943–1944 w postaci maszynopisu[52]

W Zagłębiu Dąbrowskim, wydawano:
- „Sygnały” (1940–1941), pismo kontynuowane było pod tytułami „Pobudka”, „Nasza Walka”, „Wolność”, „Głos Ludu” (przełom 1942/1943), „Siła”, „Robotnik” (wrzesień 1944 – styczeń 1945). Od 1943 wydawano również mutację angielską „Bulletinof War” (adresowany do angielskich jeńców). Pismo powielane było w Kazimierzu, następnie w Sosnowcu, Będzinie. Od sierpnia 1943 w Czeladzi. Akcją wydawniczą kierował z ramienia okręgu Antoni Biedroń, oraz członkowie sekcji propagandowej: Maria Pol „Katarzyna”, Grażyna Matiaszewska, Franciszek Torbus „Wilk”[53]

Łącznie PPS-WRN wydawała pięćdziesiąt tytułów prasowych

## Oddziały zbrojne
Organizacją wojskową PPS-WRN była tworzona od pierwszych dni okupacji Gwardia Ludowa WRN (od maja 1944 pod nazwą Oddziały Wojskowe Powstańczego Pogotowia Socjalistów), równolegle organizowana była partyjna formacja milicyjna – Milicja Robotnicza WRN (od maja 1944 Milicja Robotnicza PPS).
Oddziały GL WRN od 1940 r. w ramach akcji scaleniowej były włączane do Związku Walki Zbrojnej z zachowaniem autonomii. W 1944 OW PPS liczyły ok. 42 tys. żołnierzy, w większości w składzie oddziałów partyzanckich i sabotażowo-dywersyjnych Armii Krajowej. Najsilniejsze zgrupowania GL WRN (OW PPS) znajdowały się w Zagłębiu Dąbrowskim, na ziemi krakowskiej i radomskiej oraz w Warszawie, głównym obszarem działań liczącej ok. 27 tys. ludzi Milicji Robotniczej WRN (PPS) było Zagłębie Dąbrowskie oraz Górny Śląsk.
W 1943 CKW WRN oraz AK podporządkowała się Socjalistyczna Organizacja Bojowa utworzona w wyniku rozłamu w FBM PS. SOB liczyła od 400 do 600 bojowników, działała wyłącznie w centralnej Polsce.
Socjalistyczny ruch oporu związany z PPS-WRN uczestniczyły czynnie w akcji „Burza”, m.in. w powstaniu warszawskim.